# Лёве, Густав
Густав Лёве (нем. Gustav Löwe; 18 февраля 1852, Гримма — 16 декабря 1883, Гёттинген) — немецкий филолог, библиотекарь. Исследовал рукописи библиотек Италии, Испании и Португалии. Его имя также связано со «Сводом латинских глос» (Corpus Glossariorum latinorum), который он редактировал.

## Биография
Родился в 1852 году. Изучал классическую филологию в Лейпцигском университете как ученик Фридриха Ритчля.
С 1875 года занимался исследованием творчества Плавта в Италии, в 1878 году совершил поездку в Испанию, чтобы подготовить материалы для «Bibliotheca patrum latinorum» по поручению Австрийской академии наук. В 1879 году вернулся в Лейпциг, а в следующем году переехал в Гёттинген, где служил хранителем университетской библиотеки.
Был адъюнктом русской семинарии в Лейпциге.
Умер 16 декабря 1883 года (31 год) в результате несчастного случая при падении.

## Труды
- Quaestionum de glossariorum Latinorum fontibus et usu particula commentatio , 1875.
- «Prodromus corporis glossariorum latinorum» (Лпц. 1876)[2].
- «Conjectanea Plautina» (1877)[2].
- «Exempla scripturae Visigothicae» (1883)[2].
- «Glossae nominum» (под редакцией Георга Гетца[англ.], 1884).
- «Bibliotheca patrum latinorum hispaniensis» (под редакцией Вильгельма фон Гартеля, 1887).

Редактировал «T. Macci Plauti Comoediae recensuit Instrumento critico et prolegomenis» (о комедиях Плавта) и «Corpus glossariorum Latinorum».